# Городское поселение посёлок Атка
Городско́е поселе́ние «посёлок Атка» — упразднённое муниципальное образование в Хасынском районе Магаданской области Российской Федерации.
Административный центр — пгт Атка.

## История
Статус и границы городского поселения установлены Законом Магаданской области от 28 декабря 2004 года № 511-ОЗ «О границах и статусе муниципальных образований в Магаданской области».
Законом Магаданской области от 8 апреля 2015 года № 1885-ОЗ, 1 мая 2015 года городские поселения «посёлок Палатка», «посёлок Атка», «посёлок Талая» и «посёлок Стекольный» преобразованы, путём объединения, в муниципальное образование «Хасынский городской округ» с административным центром в посёлке Палатка.

## Население
| 2005 | 2006 | 2007 | 2008 | 2009 | 2010 | 2011 |
| ---- | ---- | ---- | ---- | ---- | ---- | ---- |
| 500  | ↘453 | ↘414 | ↘396 | ↘374 | ↗485 | ↗486 |
| 2012 | 2013 | 2014 | 2015 |      |      |      |
| ↘459 | ↘439 | ↘425 | ↘415 |      |      |      |

## Состав городского поселения
| № | Населённый пункт | Тип населённого пункта      | Население |
| - | ---------------- | --------------------------- | --------- |
| 1 | Атка             | пгт, административный центр | ↘1        |